# Dúné
Dúné var en dansk rockgruppe, der var aktive fra 2001-2018. Bandet bestod af Mattias Kolstrup, Simon Troelsgaard, Cille Cecilie Dyrberg, Malte Aarup-Sørensen, Danny Jungslund, Piotrek Wasilewski og Ole Bjørn Heiring Sørensen. Ved opløsningen i 2018 var kun Mattias, Ole og Piotrek tilbage. 
Gruppen har musikalsk bevæget sig fra en post-punk, 80'er pop og indierock inspireret lyd i de unge år (på de to første albummer kaldet Indielectrock) til en blanding af rock, hip-hop, elektronisk- og urbangenrene. Bandet beskriver selv lyden som "Lyden af Iggy Pop og Diplo til en N.E.R.D koncert, hvor Depeche Mode og A-ha deler en øl i baren." Dúné har udgivet fire albummer, We Are In There You Are Out Here fra 2007, Enter Metropolis fra 2009, Wild Hearts fra 2013 og Delta fra 2016. 
Bandet er især kendt for sine eksplosive live koncerter og har turneret massivt siden 2004. De har i Danmark blandt mange spillet på Roskilde Festival, SmukFest, Grøn Koncert og Northside Festival . Derudover har de både varmet op for Muse, Foo Fighters, Panic! At The Disco og Fall Out Boy samt været på selvstændige turnéer i hele Europa og Japan.
Fra 2007 - 2009 blev bandet fulgt af filminstruktøren Uffe Truust, hvilket resulterede i 700 rå timers film med alt fra kæresteproblemer til personlige livshistorier. Resultatet blev dokumentarfilmen Stages.
Den 8. august 2018 meldte de resterende medlemmer af Dúné ud, at de havde valgt at gå hvert til sit efter 17,5 års samarbejde.

## Historie

### De tidlige år (2001 - 2005)
Et forstadie til Dúné blev indledt i 2001, da barndomsvennerne og klassekammeraterne Malte Aarup-Sørensen (trommer), Simon Troelsgaard (guitar), Mattias Kolstrup (vokal) og Rasmus Palsgård (klaver) dannede gruppen The Black Headed Gulls. Efter kort tid udgik Rasmus af bandet, og blev i en periode erstattet af Mattias storebror Johann Kolstrup (bas) indtil bandet skiftede navn til MacRamiz og klassekammeraten Cecilie Dyrberg (vokal, synthesizer, guitar) samt den nytilflyttede polske klassekammerat Piotrek Wasilewski (bas) overtog Johanns plads i 2002. Herefter skiftede bandet hurtigt navn til Dúné og indspillede demo CD'en Let's Jump i Twilight Studios i Skive med Leo Stengaard som producer og lydtekniker.
Den 19. december 2003 opvarmede Dúné for den århusianske Donky Punk-gruppe Tiger Tunes, hvilket fik de fem kammerater til at invitere deres venner Danny Jungslund (guitar) og Ole Bjórn (synthesizer, vokal) fra den nærliggende landsby Sparkjær med på scenen. Denne forstærkning skabte en massiv kollektiv energi, og da gruppen i starten af 2004 skulle indspille deres første ep Rock, Synth 'N' Roll i Safelanding Studios, Århus med Ole Gundahl bag knapperne, blev Ole og Danny inviteret med og optaget i gruppen som faste medlemmer. Dermed var Dúnés 2003 - 2010 line-up, der bestod af Mattias Kolstrup (vokal), Simon Troelsgaard (guitar), Cecilie Dyrberg (vokal, synthesizer, guitar), Ole Bjórn (synthesizer, vokal), Piotrek Wasilewski (bas), Malte Aarup-Sørensen (trommer) og Danny Jungslund (guitar) fuldbyrdet.
Med Rock, Synth 'N' Roll skabte De sig et navn i den danske undergrund, og fik massiv lokal opmærksomhed som det næste store band fra Skive. Det danske musikmagasin Geiger.dk skrev bl.a. om ep'en at "Af og til dukker der purunge sangskrivere op, hvis potentiale synes at være så stort, at man ser sol, måne og stjerner, når man tænker på deres fremtid."
2004 stod derefter på turnéer rundt om i landet, koncerter i Norge og Sverige, samt færdiggørelsen af 9. klasse. Bandet spillede blandt andet på Skanderborg Festivalen og Langelandsfestivalen.
I 2005 tog gruppens syv medlemmer (og Jeppe Kolstrup, der fungerede som manager) til København for at indspille deres tredje ep Go Go Robot i Ark Studierne med Jens 'MoonRocks' Thomsen. EP'en gav stor brancheopmærksomhed omkring det unge band, der allerede undervejs i indspilningerne måtte holde møder med pladeselskaber. Dúné havde på dette tidspunkt opbygget sig en relativ stor fanskare ved egen hjælp, og valgte derfor at indgå en kontrakt med det Silkeborg-baserede indielabel Iceberg Records, der skulle stå for udgivelsen af debutalbummet på Dúnés eget pladeselskab New Gang Of Robots Rec.

### We Are In There You Are Out Here(2006-2008)
I sommeren 2006 spillede Dúné til den århusianske musikbranchefestival SPOT, og modtog seks ud af seks mulige stjerner for koncerten af magasinet GAFFA. En måned senere spillede gruppen også for første gang på Roskilde Festival, hvor et begejstret Soundvenue kvitterede med fem ud af seks stjerner.
Efter flere forhandlinger sikrede Dúné og Iceberg Records en licensaftale for Tyskland, Østrig og Schweiz og senere resten af Europa (minus England) med Columbia Records, og bandet kunne begynde at indspille deres debutalbum. Det foregik i samarbejde med den engelske producer Mark Wills, og danske Dan Haugesen i PopShit-studierne i Randers.
Under indspilningerne spillede Dúné til DR's stort anlagte P3 Guld 2006, hvor bandet også var nomineret til P3 Talentprisen (Der blev vundet af Thomas Buttenschøn). De optrådte med deres første single "Bloodlines", der dagen efter røg til tops på forskellige hitlister, og blev P3s Ugens Uundgåelige ugen efter.
Debutalbummet We Are In There You Are Out Here blev udsendt 29. maj 2007 i Danmark, og 5. oktober i resten af Europa. Albummet nåede 9. pladsen på den officielle danske hitliste og fik en guldplade for mere end 15.000 solgte eksemplarer efter kort tid. Pladen har siden modtaget platin og solgt over 50.000 eksemplarer i Danmark.
Til Danish Music Awards 2008 vandt bandet i de tre kategorier, de var nominerede i; Årets Danske Gruppe, Årets Nye Danske Navn, samt Årets Danske Rockudgivelse, og blev dermed den mest vindende, levende, kunstner ved årets uddeling. De blev desuden hædrede med to GAFFA-priser for både Årets Gruppe og Årets Nye Navn af GAFFAs læsere. SOUNDVENUEs læsere kårede albummet til årets bedste udgivelse. Ved P3 Guld vandt de hovedprisen af samme navn.
Efterfølgende rejste de til Cannes i Frankrig for at spille til musikbranchefestivalen MIDEM, hvor de også kunne modtage en European Border Breakers Award, som uddeles til den artist, der har haft størst europæisk succes uden for sit eget lands grænser.
Pladen blev fulgt op med en massiv turné i Europa, skønt bandet stadig gik i 2.G på Skive Gymnasium. Succesen med We Are In There You Are Out Here blev bemærket af i Japan, og bandet kunne således i starten af 2008 underskrive en licenskontrakt med pladeselskabet Dreammusic, der udgav en japansk udgave af albummet i oktober 2008 med pæne salgstal og udsolgte koncerter i Japan i november 2008.
I sommeren 2008 blev alle medlemmerne studenter, og flyttede straks til København for at begynde indspilningerne til deres andet album.

### Enter Metropolis,Stages og Berlin(2008-2010)
Dúné begyndte sangskrivningen til deres andet studiealbum Enter Metropolis i sommeren 2008 i København. Samtidig begyndte bandet at lede efter en producer, der kunne matche bandets ambitionsniveau, og søgte derfor efter internationalt anerkendte producere. Valget faldt på Jacob Hansen. Albummet blev indspillet i en hektisk periode mellem december 2008 og juni 2009 og mixet undervejs i Berlin af den svenske producer Michael Ilbert og af Jakob Hansen selv.
D. 2. Juni 2009, udkom forløbersinglen "Victim of the City", der blev P3's Ugens Uundgåelige i uge 24 det år.
Enter Metropolis blev udgivet i henholdsvis Europa (foruden Danmark) den 14. august 2009 og i Danmark 17 dage senere til blandede anmeldelser, men kommerciel succes i specielt Danmark, hvor den blev certificeret Guld af IFPI Danmark for salg af over 15.000 fysiske og digitale eksemplarer.
I juli 2009 besluttede bandet at rykke videre fra København til Berlin for at være tættere på deres internationale samarbejdspartnere.
Efter en minitourné på små spillesteder i Danmark og Tyskland i foråret 2009, drog bandet ud på en festivalturné rundt omkring i Europa for så at sparke deres Enter Metropolis European Tour i gang for alvor med omkring 100 optrædener i Europa (med enkelte afstikkere til USA) mellem oktober 2009 og september 2010.
På den danske del af turnéen var opvarmningsbandet droppet til fordel for at vise dokumentarfilmen Stages før koncerten gik i gang. Filmen er instrueret af Uffe Truust, der havde fulgt bandet i to år fra det afsluttende år i gymnasiet frem til at bandet flyttede til Berlin. Den fik en overvældende modtagelse af både publikum og anmeldere, der tildelte filmen flere fem- og seksstjernede anmeldelser.
Efter den sidste Enter Metropolis-optræden på Mattias 22-årsfødselsdag den 11. september 2010, meddelte Cecilie Dyrberg at hun forlod bandet til fordel for andre projekter. Efter nogle måneders sangskrivning og turnévirksomhed i 2011, valgte Malte Aarup-Sørensen også at forlade projektet. Malte blev erstattet af session trommeslageren Morten Hellborn til livekoncerter. I februar 2012 bekræftede bandet efter flere ugers rygter, på deres hjemmeside at bandet også havde splittet med guitarist Simon Troelsgaard tilbage i November 2011. Fans frygtede at bandet var ved at gå i opløsning, hvilket bandet gjorde til skamme ved at poste et billede af de fire storsmilende bandemedlemmer med teksten "The rumours of our breakup is highly exaggerated" (Rygterne om vores opløsning er vildt overdrevne). En reference til Mark Twains berømte citat fra 1897.
I 2012 kårede læserne af det danske pop magasin POPLICK Dúné's 2007 single "Dry Lips" som de sidste 20 års bedste pop sang foran grupper som Aqua, Nephew, Nik & Jay og Alphabeat.

### Wild Hearts(2011-2013)
Bandet afslørede i Go' Morgen Danmark den 26. juli 2011, at de havde skrevet omkring 65 sange til deres tredje album. Og udtalte at "vi ikke vil udgive pladen, før vi har lavet de bedste sange der nogen sinde er skrevet... af Dúné." 31. oktober 2012  annoncerede bandet at deres tredje album havde fået navnet "Wild Hearts" og ville udkomme 4. februar 2013. 
Førstesinglen fra Wild Hearts var "HELL NO!", der havde premiere som afslutningen på Danish Music Awards den 10. november 2012. Sangen blev udgivet samme dag. Singlen blev akkompagneret af en musikvideo, instrueret af Paw Ager og Christian Skjølstrup efter idé af bandet selv. Mandag d. 21. januar 2013 udkom den anden single fra Wild Hearts; All That I Have fulgt af selve albummet udgivelse 4. februar. Ved udgivelsen strøg pladen direkte op som nr. 2 på den danske iTunes liste og debuterede som #3 på den Officielle Danske Album Hitliste og Bit Album Hitliste. Det er den til dato højeste hitliste placering for bandet og dets tredje top 10 album i træk. 
Wild Hearts blev hovedsageligt modtaget positivt af anmelderne. Kristian Bach Petersen fra GAFFA gav albummet 5/6 stjerner og skrev: "deres stærkeste samling sange til dato (…), en helt igennem ublu og selvsikker rockplade.". Jyllands Postens Anders Houmøller Thomsen gav ligeledes pladen 5/6 og skrev: "Ingen bismag af mat rutine og akustisk senior-nostalagi." Tomas Treo Fra Ekstra Bladet var anderledes kritisk og uddelte 3/6 stjerner til pladen med kommentaren: "Glemt længe inden de bliver en duo" . Også Soundvenue forholdt sig kritisk med kun 2/6 stjerner til pladen.
16. september 2013 udgav gruppen "ikke-album" singlen "Let's Spend the Night Together" som de spillede i en akustisk version med den det amerikanske kæmpetalent Gavyn Bailey i Go' Morgen Danmark i den 24. november 2013 og i en eksplosiv version til Danmarks Indsamling den anden februar 2014.

### Delta(2014 - 2018)
I løbet af 2013 var Ole, Piotrek og Mattias flyttet tilbage til København, hvor de intensiverede sangskrivningen til deres fjerde album. Guitarrist Danny Jungslund valgte derfor at tage en pause på ubestemt tid fra bandet, for at fokusere på sine studier og familie i Tyskland. Bandet fortsatte ufortrådent som trio med guitarristen Mikkel Balle Poulsen som liveguitarrist.
I starten af 2014 indgik Dúné et samarbejde med det aarhusianske tøjfirma minimum. I samarbejde med stylist og designer Mia Holdgaard og minimums chefdesigner Henrik Lehn skabte Mattias tøjkollektionen Dúné/minimum, der kom i butikkerne i hele Europa og Canada i december 2014. Kollektionen blev lanceret med ny visuel profil af bandet manifesteret med en kampagne kortfilm af Mattias storebror og filminstruktør Jeppe Kolstrup og kampagnebilleder af fotografen Kia Hartelius. Dúné udgav desuden den 17. november Dúné/minimum soundtrack singlen "Antidote", der også medvirkede i kampagne kortfilmen.
I sommeren 2014 spillede Dúné bl.a. til Nibe Festival, Rosenborg Live, Samsø Festival samt en lang række andre danske festivaler. I november drog bandet på en efterårsturné i Tyskland, Luxemborg og Østrig, hvor de spillede fire udsolgte koncerter som hovednavn i Køln, Wien, Berlin og Hamborg samt en række arenakoncerter med den tyske rockgruppe Jennifer Rostock.
I august 2015 kunne hele Danmark følge med i TV 2-programmet Toppen af Poppen, hvor Dúné havde sendt Mattias afsted som repræsentant for bandet. Mattias gjorde sig stærkt bemærket med sine medbragte Dúné-fortolkninger af bl.a. Lars Lilholts "Kald Det Kærlighed" og Oh Lands "Sun of a Gun", der modtog stående ovationer fra programmets øvrige deltagere; Lars Lilholt, Oh Land, Shaka Loveless, Isam B, Stine Bramsen og Sebastian.
Den 18. september 2015 udgav bandet førstesinglen Trying To Get To You fra deres kommende fjerde album. Ydermere offentliggjorde bandet en stor Danmarksturné i vinteren og foråret 2016.
Fra Januar 2016 spillede Dúné deres The Grand Tour. Bandets største Danmarksturné til dato. Første del af turnéen startede i Birkerød den 22. januar og sluttede tyve koncerter senere i et udsolgt Store Vega den 11. marts.  Ugen efter radiodebuterede de deres næste single Never Be Alone på Smag på P3. Singlen udkom den 18. marts. Dúné begyndte festivaldelen af The Grand Tour i Tinghallen, Viborg med Dizzy Mizz Lizzy. Ole Bjórn havde kort forinden annoncerede, at han ikke ville drage med resten af bandet på sommerturné. Han havde brug for at hvile sine ører pga. tinnitus. Han var tilbage på scenen til bandets koncert i Falconer Salen den 11. november 2016. 
Dúné udgav deres fjerde album Delta d. 23. September 2016 på Universal Music og drog i 2017 på deres DELTA TOUR med 21 forårskoncerter en lang festivaltourné og 22 akustiske koncerter i efteråret 2017.  

Den 8. august 2018 meddelte bandet i Go' Morgen Danmark på TV2, at de havde valgt at gå i opløsning. Mattias udtalte i den forbindelse at: 
"Det er for at give plads til andre ting i livet. Som sagt; 17 år, det er lang tid. Jeg var 12 år gammel da vi startede. Så det er noget, der fylder utrolig meget i ens identitet. Det er ligesom tid til at komme videre og prøve noget nyt, mens vi er stadig er unge og relativt lækre mennesker med mod på nogle ting."
Den 9. august spillede Dúné deres sidste festival koncert på SmukFest. Gaffa gav koncerten 5 stjerner med overskriften: "Stopper på toppen, mens himlen græder".

## Medlemmer

### Medlemmer

#### Ole Bjórn
Ole Bjórn (født Ole Bjørn Heiring Sørensen, 16. oktober 1988 i Viborg) er synthesizerspiller, programmør, backingvokalist og co-tekstforfatter i bandet. Han har været med siden slutningen 2003. Han er kendt for sin eksplosive sceneoptræden og fungerer nærmest som bandets anden frontfigur. Han har haft forsangerrollen på Dúné-sangen "It Shouldn't Be All" fra 2011 EP'en Echoes of December. Ole Bjórn er bandets bredeste medlem, hvilket ofte får en kommentar med på vejen fra de andre bandmedlemmer i interviews. Han er desuden også den største indflydelse på den elektroniske del af Dúnés lyd og har lavet remixes for Dúné og en del andre kunstnere som fx Far Away From Fiji og I'm All Ears. Ole Bjórn har desuden co-komponeret og produceret for en lang række forskellige kunstnere.

#### Mattias Kolstrup
Mattias Kolstrup (11. september 1988 i Skive) er forsanger og primær tekstforfatter i bandet som han var med til at grundlægge i 2001. Kolstrup gik på Skivehus Skole 1994-2003, i 9. klasse på Mellerup Musikefterskole 2003-2004 og i 10. klasse på Klejtrup Musikefterskole 2004-2005. Han tog sin ungdomsuddannelse på Skive Gymnasium og HF, og blev student i 2008. Han er kendt for sin eksplosive live optræden, der ofte er blevet sammenlignet med giganter som Mick Jagger, Iggy Pop og Freddie Mercury. Hans særlige kendetegn er et blondt, krøllet hård og et ar på næsen, som han pådrog sig i en ulykke i 2007. Mattias har udover bandet også lavet modelarbejde samt støttet flere velgørenheds organisationer. Han var i sensommeren 2015 med i TV 2-programmet Toppen af Poppen.

#### Piotrek Wasilewski
Piotrek Wasilewski (født 29. august 1987 i Torún, Polen) spiller bas og synthesizer i bandet. Han er oprindeligt fra Toruń i Polen, men flyttede til Skive i Danmark da han var 12 år gammel. Han har været medlem af Dúné siden 2002. Han kommer fra en, i musikalsk forstand, klassisk familie og modtog undervisning i klassisk klaver og klassisk guitar i Polen. Han havde aldrig rørt en el-bas før hans første øver med Dúné.
- Ole Bjórn
- Mattias Kolstrup
- Piotrek Wasilewski

### Tidligere medlemmer
- Cecilie Dyrberg - Keyboards, guitar, vokal (2002 - 2010)
- Simon Troelsgaard - Guitar (2001 - 2011)
- Malte Aarup-Sørensen - Trommer (2001 - 2011)
- Danny Jungslund - Guitar (2003 - 2013)

### Sessions og livemusiker
- Morten Hellborn - trommer (2011-2018)
- Mikkel Balle Poulsen - guitar (2014-2018)

Medlemstidslinje

## Diskografi
| - 2007: We Are In There You Are Out Here - 2009: Enter Metropolis - 2013: Wild Hearts - 2016: Delta - 2004: Rock, Synth 'N' Roll - 2005: Go Go Robot - 2007: Bloodlines - 2010: Leaving Metropolis - 2011: Echoes of December - 2003: Let's Jump | - 2006: "Bloodlines" - 2007: "A Blast Beat" - 2007: "Dry Lips" - 2008: "80 Years" - 2009: "Victim Of The City" - 2009: "Heat" - 2009: "Let Go Of Your Love" - 2009: "The World Is Where We're Heading (Stages)" - 2010: "Please Bring Me Back" - 2010: "Heiress of Valentina" - 2011: "Life's What You Make It" - 2012: "HELL NO!" - 2013: "All That I Have" - 2013: "The Sun Over Green Hills" - 2013: "Let's Spend the Night Together" - 2014: "Antidote" - 2015: "Trying To Get To You" - 2016: "Never Be Alone" - 2016: "Say Anything (feat. Drew)" - 2016: "Searching For A Party" - 2017: "Fall Back" (feat. Oh Land)" |

## Turnéer
- Dúné Concerts (2001-2006)
- Bloodlines Tour (2006-2007)
- We Are In There Your Are Out Here Tour (2007-2008)
- Enter Metropolis Tour (2009-2010)
- DK Fall Tour (2010)
- German Winter Tour (2011)
- John Lennon Talent Award Tour (2011)
- Dúné Summer Tour 2011 (2011)
- Just For Fun Tour (2011)
- Dúné Summer Tour 2012 (2012)
- Wild Hearts Tour (2013)
- Antidote Europe Tour (2014-2015)
- The Grand Tour (2016)
- Delta Tour (2017)

## Priser
2007: 
- P3 Prisen
- GAFFA-Prisen (Årets Nye Navn, Årets Gruppe)

2008:
- Danish Music Awards: (Årets Nye Navn, Årets Rock Udgivelse, Årets Gruppe) for We Are In There You Are Out Here
- European Boarder Breakers Award
- Carlsberg Legatet